# Charles Scheirlinckx
Charles Scheirlinckx (ur. 3 września 1877 w Antwerpii, zm. 26 listopada 1947 w Schaerbeek) – belgijski strzelec, olimpijczyk, medalista mistrzostw świata.

## Kariera
Uczestnik Letnich Igrzysk Olimpijskich 1924, na których wystartował w 1 konkurencji. Zajął 11. miejsce w drużynowym strzelaniu z karabinu dowolnego, osiągając ostatni wynik w zespole. Jego rezultat był jednym z najsłabszych osiągnięć wśród wszystkich 88 startujących zawodników (gorszy wynik miało wyłącznie 6 strzelców).
Scheirlinckx był 4 razy brązowym medalistą mistrzostw świata – 3 razy stał na podium w zawodach drużynowych w strzelaniu z karabinu dowolnego w trzech postawach z 300 m (1909, 1910, 1911). Jedyny indywidualny tytuł osiągnął w 1911 roku, gdy zajął 3. pozycję w karabinie dowolnym leżąc z 300 m (przegrał wyłącznie z Konradem Stähelim i Jakobem Brynerem).

## Wyniki

### Igrzyska olimpijskie
| Igrzyska   | Konkurencja                | Wynik                           | Miejsce | Źródło |
| ---------- | -------------------------- | ------------------------------- | ------- | ------ |
| Paryż 1924 | Karabin dowolny, drużynowo | 550 pkt. (druż.) 92 pkt. (ind.) | 11      | [ 2 ]  |

### Medale mistrzostw świata
Opracowano na podstawie materiałów źródłowych:
| Mistrzostwa     | Konkurencja                                     | Wynik             | Miejsce |
| --------------- | ----------------------------------------------- | ----------------- | ------- |
| Wiedeń 1909     | Karabin dowolny, trzy postawy, 300 m, drużynowo | 4748 pkt. (druż.) |         |
| Loosduinen 1910 | Karabin dowolny, trzy postawy, 300 m, drużynowo | 4786 pkt. (druż.) |         |
| Rzym 1911       | Karabin dowolny, trzy postawy, 300 m, drużynowo | 4603 pkt. (druż.) |         |
| Rzym 1911       | Karabin dowolny leżąc, 300 m                    | 345 pkt.          |         |